# 王太后 (蕭棟)
王太后（?—?），中国南北朝时代南梁的太后，她是蕭歡的第二任妻子，昭明太子的儿媳，萧栋的母亲。叛乱的侯景在551年拥立豫章王萧栋为皇帝，废除了昭明太子的弟弟梁简文帝。萧栋尊她为皇太后。两个半月後，侯景再废黜了萧栋，自立为汉帝。